# Klaffer am Hochficht
Klaffer am Hochficht – gmina w Austrii, w kraju związkowym Górna Austria, w powiecie Rohrbach. Liczy 1325 mieszkańców (1 stycznia 2015).